# Naimantai
 (mars 2024).
Naimantai (en chinois : 乃蠻台, nǎi mán tái) (? - 1348) était un fonctionnaire mongol du Yuan. Petit-fils de la cinquième génération du roi Muhulai Go de Jalair.

## Biographie
Il est le fils du roi Muhulai, le plus jeune fils du roi Bulu Go, le fils du roi Alihishi Ju, le plus jeune fils du roi Husuhur Ji. En 1301, sur ordre du grand roi, en reconnaissance de ses réalisations méritoires dans de nombreuses batailles contre Haidu Khan et Duwa Khan, Xuanhui fut nommé responsable de l'Institut et reçut le titre de runliu dafu. En 1320, il fut nommé au commandement du bras droit de la province de Davaan Ar. En 1322, il fut nommé fonctionnaire de Pingzhan Zhenshi de la province du Gansu. En 1329, il fut transféré et nommé fonctionnaire de Pingzhan Zhenshi de la province du Shanxi. La même année, il a été nommé haut fonctionnaire du ministère public de la province. En 1330, il fut muté du poste ci-dessus et reçut le grade d'officier de garde de la ville de Shandu, d'officier en chef de l'institut local des affaires militaires de la province derrière le col et d'officier doujihuishi de la bonne garde. En outre, Xuanning Jun a remporté le titre de roi et le sceau d'or et s'est installé sur le territoire mongol. En 1337, sur ordre du grand roi, le titre de Dorjbal de Dorjbal de la dynastie Mukhulai fut retiré et transféré à Naimantai. En 1340, il fut attaché au commandement du bras gauche de la province de Davaan Ar et responsable de l'Institut des affaires militaires. En 1342, il fut démis de ses fonctions et nommé bras gauche de la province de Liaoyang. Après avoir été nommés au commandement, plus de soixante personnes âgées ont été libérées du service et 400 boisseaux de riz, 200 chevaux et 500 moutons ont été distribués aux soldats pauvres.
En 1348, Naimantai mourut de maladie et reçut le titre de ministre honoraire, Taish, Kaifu Itun Sanxi (開府儀同三司), fonctionnaire suprême de l'État (上柱國) et Zhongmu Lu Wang (忠穆魯王)).

## Famille
- Arrière-grand-père : Go Wang Bulu (孛魯)
- Grand-père : Zhu Wang Alihishi (莒王阿禮吉失)
- Père : ji van Husuhur (薊王 忽速忽爾)
- Fils : Esenbuha ‍(野仙溥化), Hongorbuha (晃忽而花)